# 台灣公車捷運列表
台灣公車捷運列表，列舉台灣已營運、興建中或規劃中的公車捷運系統，不包括城市軌道交通系統，其中規劃中路線僅列出已由各級政府機關提報可行性分析案，或由民間規劃提案並已呈報交通主管機關審查者。

## 嘉義縣、市嘉義客運嘉義公捷

### 營運中
- 嘉義公車捷運主線
- 嘉義縣治銜接線
- 嘉義市區銜接線

## 高雄市政府高捷

### 規劃中
- 東港線
- 大寮線
- 右昌線
- 綠線
- 佛光山線

## 臺灣捷運公車列表
用戶要求編輯章節，請有意願的人編輯此章節

## 臺灣路面電車列表
用戶要求編輯章節，請有意願的人編輯此章節